# مالکوم ویت
مالکوم ویت (انگلیسی: Malcolm Waite؛ ‏ ۷ مهٔ ۱۸۹۲ – ۲۵ آوریل ۱۹۴۹) بازیگر اهل ایالات متحده آمریکا بود.
از فیلم‌ها یا برنامه‌های تلویزیونی که وی در آن نقش داشته‌است، می‌توان به زنوبیا، جویندگان طلا، دلیل علاقه دخترها به ملوانان و کشتی نوح اشاره کرد.